# Europa (film, 1991)
Pour les articles homonymes, voir Europa.
Pour plus de détails, voir Fiche technique et Distribution.
Europa est un film danois réalisé par Lars von Trier, sorti en 1991. Il s'agit du troisième volet de sa Trilogie de l'Europe après Element of Crime et Epidemic. Il a été coproduit par des sociétés originaires de six pays différents : Danemark, Allemagne, France, Suède, Suisse et Espagne.

## Synopsis
Leopold Kessler, Américain d'origine allemande, débarque à Francfort en 1945, dans une Allemagne ravagée par les bombardements alliés. Grâce à son oncle allemand, il décroche un emploi de contrôleur des wagons-lits dans la compagnie ferroviaire Zentropa. Autour de lui, les blessures de la guerre tardent à se refermer et c'est dans ce climat délétère qu'il rencontre Katharina, la fille du dirigeant de Zentropa.

## Fiche technique
- Titre : Europa
- Titre original : Europa
- Réalisation : Lars von Trier
- Opérateurs : Henning Bendtsen, Edward Klosinski, Jean-Paul Meurisse
- Scénario : Lars von Trier et Niels Vørsel
- Storyboard : Lars von Trier et Tomas Gislason
- Musique : Joachim Holbek
- Photographie : Henning Bendtsen et Edward Kłosiński
- Montage : Hervé Schneid
- Décorateur : Henning Bahs
- Costumes : Manon Rasmussen
- Production : Peter Aalbæk Jensen et Bo Christensen
- Sociétés de production : Nordisk Film, en collaboration avec Gunnar Obel, Gérad Mital Productions, PCC, Telefilm, GMBH, WMG, Institut suédois du film
- Pays de production :  Danemark
- Langue : anglais, Allemand
- Genre : Drame
- Format : Noir et blanc / Couleurs - Cinémascope - 2,35:1 - 35 mm - Dolby SR
- Durée : 113 minutes
- Dates de sortie :
  - France : 12 mai 1991 (Festival de Cannes), 13 novembre 1991 (sortie nationale)
  - Allemagne : 27 juin 1991
  - Danemark : 16 août 1991

## Distribution
- Jean-Marc Barr : Leopold Kessler
- Barbara Sukowa : Katharina Hartmann
- Udo Kier : Lawrence Hartmann
- Ernst-Hugo Järegård : l'oncle Kessler
- Erik Mørk : Le Prètre
- Jørgen Reenberg : Max Hartmann
- Henning Jensen : Siggy
- Eddie Constantine : Colonel Harris
- Max von Sydow : Le Narrateur
- Benny Poulsen : Steleman
- Erno Müller : Seifert
- Dietrich Kuhlbrodt : L'inspecteur
- Michael Phillip Simpson : Robins
- Holger Perfort : Monsieur Ravenstein
- Anne Werner Thomsen : Madame Ravenstein
- Hardy Rafn : L'homme en peignoir
- Cæcilia Holbek Trier : La bonne
- János Herskó : L'homme juif
- Talila : La femme juive
- Claus Flygare : Le père
- Jon Ledin : Le soldat américain
- Baard Owe : L'homme avec les papiers
- Leif Magnusson : Le docteur Magnus
- Lars von Trier : Le juif
- Vera Gebuhr : Assistant du dépôt
- Else Petersen : la vieille assistante
- Ben Zimet : un vieil homme
- Thadee Lokcinski : un vieil homme
- Peter Haugstrup : Piccolo

## Autour du film
- La majorité des décors extérieurs a été filmée en Pologne alors que les intérieurs et les premiers plans ont majoritairement été filmés en studio au Danemark. La cathédrale où se marient Leopold et Katharina est celle de Chojna, dont le toit a été détruit par l'armée soviétique pendant la guerre.

## Récompenses
- 1991 :
  - Festival de Cannes : Grand Prix de la Commission Supérieure Technique[1].
  - Festival de Cannes : Prix du jury ex æquo avec Hors la vie de Maroun Bagdadi[2].
  - Grand prix au Festival international du film de Stockholm[3].